# Munjong av Joseon
Munjong av Joseon, född 1414, död 1452, var en koreansk monark. Han var kung av Korea mellan 1450 och 1452.